# ジャンキージャグラー
『ジャンキージャグラー』は、北電子から2008年4月に発売された5号機のパチスロ機。保通協における型式名は、「ジャンキージャグラーIII」。

## 概要
5号機では4機種目となるジャグラーシリーズ。機種名の「ジャンキー」とは、「マニア・熱狂的なファンのための」という意味である。これまでと同様に、「GOGOランプ」による完全告知タイプとなっている。また、本機には5号機のジャグラーシリーズでは初めてとなる、ビッグボーナス中の技術介入要素も取り入れられた。通常ゲーム時は1枚がけから3枚がけまでのいずれでもプレイできるが、ボーナスゲーム中は2枚がけのみとなる。1ゲームの最大払い出し枚数は15枚。
ランプの点灯タイミングは、『アイムジャグラーEX』と同じく、1/4でレバーON時（さらに3種類のタイミングにわかれている）・3/4で第3リール停止時（第3停止時に告知される場合は、効果音を伴うときとそうでないときとがある）。そのほか、プレミアム告知演出も搭載されており、レバーON時に加え全リール停止時の効果音が全く発生しない場合はボーナス確定である。
また、ジャグラーシリーズとしては初めて、告知ランプが点灯する前にビッグボーナスを揃えた場合、揃えると同時に告知ランプが光るとともにファンファーレも鳴り、ファンファーレが鳴り止むとランプも消える演出が追加されている（レギュラーボーナスの場合はランプは点灯しない）。
ボーナスは2種類あり、『アイムジャグラーEX』と同じく、当選契機には単独当選と小役（チェリー）との同時当選とがある。ビッグボーナスは7揃いで、345枚を超える払い出しで終了（純増約309枚、メーカー発表）。レギュラーボーナスは、7・7・BAR揃いで、150枚を超える払い出しで終了（純増約143枚、同）。なお、ビッグボーナス中には1枚役が成立する可能性があり、1枚役が入賞すると総払い出し枚数の関係上総獲得枚数が減少する（ほとんどの場合、総払い出し枚数が360枚を下回ってしまうため）が、この1枚役を外せば減少を抑えることが可能である（例えば、ビッグ中に1回成立の場合は、外せば310枚となるが、入賞すると298枚になってしまう）。

## 『アイムジャグラーEX』との主な相違点
- 『アイムジャグラー7』と同じく、チェリーとの同時当選時のリール制御が変更されており、左リール枠内にBAR図柄がなくても当選する可能性がある。
- スペックについては、『アイムジャグラーEX』ではレギュラーボーナスの純増枚数が約104枚であったのに対し、本機では約143枚と増加している。その代わり、レギュラーボーナスの当選確率は全設定で低くなっている。一方で、ビッグボーナスは純増枚数がやや減少したものの、当選確率の設定差が拡大し、設定3以上では高くなった。また、メーカー発表のベース値は『アイムジャグラーEX』では設定差があったが、本機ではなくなっておりコイン持ちに設定による差はない。
- ビッグボーナス当選後5ゲーム以内に再度ビッグボーナスに当選すると、プレミアムミュージックとして交響曲第9番（ベートーヴェン）の「歓喜の歌」が流れる。
- その他、通常時やボーナスゲーム中のサウンドが変更されている。
- ビッグボーナス中のチェリーが「チェリーとブドウの重複」に変更されたため、チェリーを取りこぼしてもブドウが揃うようになった。なお、今までどおり左リールにチェリーを狙えば、1枚役が揃うことはない。

## スペック
※メーカー発表値。
| 設定 | BIG確率 | REG確率 | 合成確率 | 機械割  |
| ---- | ------- | ------- | -------- | ------- |
| 1    | 1/292.6 | 1/512.0 | 1/186.2  | 97.08%  |
| 2    | 1/282.5 | 1/512.0 | 1/182.0  | 98.24%  |
| 3    | 1/268.6 | 1/431.2 | 1/165.5  | 101.55% |
| 4    | 1/260.1 | 1/399.6 | 1/157.5  | 103.48% |
| 5    | 1/252.1 | 1/381.0 | 1/151.7  | 105.13% |
| 6    | 1/240.9 | 1/364.1 | 1/145.0  | 107.33% |

なお、メーカー発表のベース値は全設定で52.76%となっており、通常時のコイン持ちに設定差はない。